# Cranaë emendata
Cranaë emendata är en insektsart som först beskrevs av Brunner von Wattenwyl 1898.  Cranaë emendata ingår i släktet Cranaë och familjen gräshoppor. Inga underarter finns listade i Catalogue of Life.